# Victrix subplumbeola
Victrix subplumbeola là một loài bướm đêm trong họ Noctuidae.